# Gueux
Gueux – miejscowość i gmina we Francji, w regionie Grand Est, w departamencie Marna.
Według danych na rok 1990 gminę zamieszkiwały 1414 osoby, a gęstość zaludnienia wynosiła 160 osób/km².